# 叙利亚和黎巴嫩共产党
叙利亚和黎巴嫩共产党（羅馬化：Al-Ḥizb al-shuyū'ī al-sūrī al-lubnānī）是叙利亚和黎巴嫩的一个已不存在的共产主义政党。该党成立于1924年。它的意识形态是共产主义、马克思列宁主义。它的政治立场是左翼。它的领袖是哈立德·巴格达什。它是共产国际的成员。1943年底，该党决定分为叙利亚共产党和黎巴嫩共产党。1944年，叙利亚共产党和黎巴嫩共产党分别成立。但在1964年以前，这两个党仍拥有共同的中央委员会和政治局。1964年，叙利亚和黎巴嫩共产党正式解散。该党的口号是“自由祖国和幸福人民”。